# Arrondissement Alençon
Arrondissement Alençon (fr. Arrondissement d'Alençon) je správní územní jednotka ležící v departementu Orne a regionu Normandie ve Francii.

## Kantony
- Alençon-1
- Alençon-2
- Bagnoles-de-l'Orne
- Damigny
- Domfront (částečně)
- La Ferté-Macé (částečně)
- Flers-1 (částečně)
- Magny-le-Désert (částečně)
- Radon (částečně)
- Rai (částečně)
- Sées (částečně)